# Manuel Sanroma
Sanroma  Valencia est un nom espagnol. Le premier nom de famille, en général paternel, est Sanroma ; le second, en général maternel, souvent omis, est Valencia.
Manuel Sanroma Valencia (né le 9 mai 1977 à Almagro et mort le 19 juin 1999 à Sant Pere de Ribes) était un coureur cycliste professionnel espagnol.

## Biographie
Il commença sa carrière en juin 1998 dans la formation Estepona. Cette année-là il remporta trois étapes du Tour du Venezuela.
En 1999 il rejoint l'équipe Fuenlabrada. Âgé seulement de 21 ans, il parvint à battre Mario Cipollini, alors le plus grand sprinter du monde, lors d'une arrivée au sprint du Tour de la Communauté valencienne. Il remporta également des succès sur le Tour des Asturies et le Tour de l'Alentejo.
Dès lors considéré comme un grand espoir du sprint mondial, il se présente en vainqueur potentiel dans les premières étapes du Tour de Catalogne. Mais lors de la deuxième étape, il chute à 1,3 km de l'arrivée, heurtant violemment le sol du bas du visage. Victime d'une hémorragie, il trouve la mort pendant son transfert à l'hôpital.
En cette année 1999, la seule autre victoire de l'équipe Fuenlabrada fut celle de Saúl Morales au Tour du Venezuela. Saúl Morales trouva lui aussi la mort un an plus tard, en 2000, renversé par un camion peu après une étape du Tour d'Argentine. 
Depuis 2006, le Mémorial Manuel Sanroma est organisé dans sa ville natale en son honneur.

## Palmarès
- 1993
  -  Champion d'Espagne sur route cadets
- 1998
  - 2e étape du Tour de l'Alentejo
  - 1re, 5e et 6e étapes du Tour du Venezuela
- 1999
  - 1re étape du Tour de la Communauté valencienne
  - 1re, 2e, 3e et 6e étapes du Tour de l'Alentejo
  - 2e et 3e étapes du Tour des Asturies